# Ommata castanea
Ommata castanea är en skalbaggsart som beskrevs av Bates 1873. Ommata castanea ingår i släktet Ommata och familjen långhorningar. Inga underarter finns listade i Catalogue of Life.